# Catedral de San Juan Bautista (Paterson)
La Catedral de San Juan Bautista  (en inglés: Cathedral of St. John the Baptist) es una iglesia católica histórica en las calles Main y Grand en el Condado de Passaic, en Paterson, New Jersey, al norte de Estados Unidos. Pertenece a la diócesis de Paterson.
En 1865 se compraron dieciséis lotes en la esquina de las calles Grand y Main asegurando así el futuro de una Iglesia de San Juan más grande (más tarde conocida como la catedral de San Juan Bautista). La nueva empresa parecía infundir nuevo vigor a los miembros de la congregación, y el monto total del precio de compra de los bienes inmuebles ($ 10.000) se elevó en dos meses. se hicieron los preparativos para la construcción de la nueva iglesia, con el arquitecto de Nueva York PC Keely y en septiembre de 1865, se colocó la primera piedra.
La catedral estaba lista para su uso en el verano de 1870, y una tabulación final de una serie de años más tarde reveló que aproximadamente $ 200,000 se habían gastado en el curso de su construcción.

## Véase también

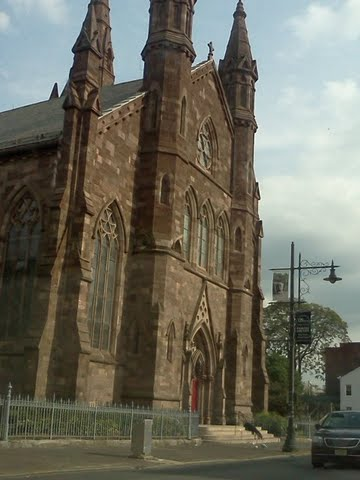
Otra vista del templo